# En klausul om undantag för gammal hävd
En klausul om undantag för gammal hävd är en bestämmelse där den gamla regeln fortsätter att gälla för vissa befintliga situationer, medan den nya regeln gäller alla framtida fall. De som är undantagna från den nya regeln sägs att äga den förvärvade förmånen eller den rättighet som förvärvats eller fastställts. Ofta är lagringsklausulen begränsad i tid. Det kan fortsätta under en viss tid, eller det kan försvinna i vissa situationer. Till exempel kan ett "förmånskraftverk" undantas från nya, mer restriktiva föroreningslagar, men undantaget skulle kunna återkallas och nya regler skulle gälla om anläggningen byggdes ut. Ofta har en sådan bestämmelse gjorts som en kompromiss eller av praktiska skäl, så att nya regler kan träda i kraft utan en chockerande förändring av den etablerade logistiken eller politiska situationen. Detta inkluderar regeln att reglerna inte ska tillämpas retroaktivt.
Nya lagar överväger till exempel hur länge gamla lagar gäller. Dessa kallas övergångsbestämmelser och behandlar bland annat de typer av ärenden som gamla lagar gäller för och var man ska tillämpa nya.  Retentionsklausuler är en av manifestationerna av undantagsklausuler.